# Folc Bertran de Provença
Folc Bertran I o Bertran I de Provença, nascut probablement el 1014, mort el 27 d'abril de 1051, fou comte de Provença de 1018 a la seva mort. Era fill de Guillem II, comte de Provença, i de Gerberga de Borgonya.
Va dirigir Provença en indivís amb el seu germà gran Guillem III de Provença a partir de 1018 i amb el seu més jove germà Guifré o Jofré I el més tard a partir de 1032. Després de la mort de Guillem, va prendre el títol de marquès, assolint així el cap de la dinastia.

## Biografia
El seu pare havia estat mort al setge de Fòs el 1018, i va heretar del comtat de Provença en indivisió amb els seus dos germans, Guillem i Jofré o Guifré I, així com un cosí, Guillem III. El castell de Fos va ser reprès el 1020, però la família de Fos l'acabarà recuperant. Altres senyors es van revoltar, i van saquejar terres que anteriorment els comtes havien donat a Cluny i la seva àvia Adelaida d'Anjou va apel·lar a un fill del seu primer matrimoni, el comte Guillem III de Tolosa, que va intervenir a Provença des de l'abril del 1021. El papa va intervenir igualment, amenaçant els rebels d'excomunió. L'abril 1023, tots els senyors provençals s'havien sotmès.
El 1030, el comte Folc Bertran va haver de combatre de nou els senyors dels Baus i de Fos. Al capdavant de l'ost comtal, composta pels vescomtes de Marsella i alguns senyors dels Alps, els combats es van lliyuar altre cop sobre les ribes de l'estany de Bèrra on el príncep aconseguí derrotar els seus vassalls rebels. La pau just acabava de tornar el 1032, quan el seu senyor feudal Rodolf III de Borgonya va morir. Va seguir un període convuls de lluita entre els pretendents, l'emperador Conrad el Sàlic i Eudes II de Blois, que va morir el 1037. Al final d'aquesta guerra, el comtat de Provença va esdevenir un feu imperial, però de fet independent.
Aquests diferents atzars no li van impedir de dotar les abadies: una donació de 1018 el cita al costat dels seus germans, de la seva mare Gerberga i de la seva àvia Adelaida d'Anjou. Guillem III de Tolosa va morir en aquest temps, i en tres altres donacions, de 1030, de 1037 i de 1040, no el citen més que amb el seu germà el comte Jofré o Guifré I. Una carta de 1044 li assenyala la possessió del castell de Forcalquier, que serà més tard el centre del comtat tingut pels seus descendents.

## Descendència
Es va casar amb Hildegarda, dita Eueza, i va tenir:
- Guillem Bertran († 1063/7), comte de Provença
- Jofré II († 1065), comte de Provença
- Gilberga, esposa de Bertran Rambald d'Aurenja